# Campoplex arcticus
Campoplex arcticus är en stekelart som beskrevs av Curtis 1835. Campoplex arcticus ingår i släktet Campoplex och familjen brokparasitsteklar. Inga underarter finns listade.